# Arthur B. Langlie
Arthur Bernard Langlie, född 25 juli 1900 i Fillmore County i Minnesota, död 24 juli 1966 i Seattle i Washington, var en amerikansk republikansk politiker. Han var Seattles borgmästare 1938–1941 samt Washingtons guvernör 1941–1945 och 1949–1957.
Langlie avlade juristexamen vid University of Washington. Han efterträdde 1938 John F. Dore som Seattles borgmästare och efterträddes 1941 av John E. Carroll.
Langlie efterträdde 1941 Clarence D. Martin som Washingtons guvernör och efterträddes 1945 av Monrad Wallgren. Han tillträdde 1949 på nytt som guvernör och efterträddes 1957 av Albert Rosellini.
Langlie avled 1966 och gravsattes på Acacia Memorial Park i King County.